# Nyctimystes ocreptus
Espèce
Nyctimystes ocreptus est une espèce d'amphibiens de la famille des Pelodryadidae.

## Répartition
Cette espèce est endémique de la province centrale en Papouasie-Nouvelle-Guinée. Elle se rencontre à environ 2 600 m d'altitude sur le mont Albert Edward.

## Publication originale
- Menzies, 2014 : Notes on Nyctimystes species (Anura, Hylidae) of New Guinea: the Nyctimystes narinosus species group with descriptions of two new species. Transactions of the Royal Society of South Australia, vol. 138, p. 135–143.